# Asclepias standleyi
Asclepias standleyi là một loài thực vật có hoa trong họ La bố ma. Loài này được Woodson mô tả khoa học đầu tiên năm 1954.